# ببرك كارمل
بَبْرَك كَارْمَل (بالفارسية: ببرک کارمل) (و. 6 يناير 1929 – 3 ديسمبر 1996 م) هو سياسي، ودبلوماسي، ومحام أفغاني ولد في كابل لعائلة طاجيكية من البشتون من أصل كشميري.
عينه الاتحاد السوفيتي في عام 1979 رئيسًا لأفغانستان بعد الغزو السوفياتي لأفغانستان، وخدم في هذا المنصب لمدة سبع سنوات.
التحق بجامعة كابل وتبنى التوجه اليساري العلني هناك، بعد أن وجهه مير أكبر خيبر إلى الماركسية عندما كان مسجونًا بسبب أنشطة اعتبرتها الحكومة متطرفة للغاية. أصبح عضوًا مؤسسًا في حزب الشعب الديمقراطي لأفغانستان (PDPA) ثم أصبح زعيمًا لفصيل «برچم» أحد فصيلي الحزب الذي انشق اليهما في عام 1967 والفصيل الآخر هو فصيل «خلق» الذي كان خصمهم الأيديولوجي. انتخب كارمل لعضوية مجلس النواب بعد الانتخابات البرلمانية عام 1965، وخدم في البرلمان حتى خسر مقعده في الانتخابات البرلمانية عام 1969.
تحت قيادة كارمل، ساهم فصيل پرجم من الحزب في صعود محمد داود خان إلى السلطة رئيسًا للجمهورية في عام 1973 . بعد أن كانت العلاقات جيدة في البداية، بدأ داود حملة تطهير كبيرة من نفوذ اليسار في منتصف السبعينيات. أدى هذا بدوره إلى إصلاح حزب الشعب الديموقراطي في عام 1977، ولعب كارمل دورًا في انقلاب ثور عام 1978 عندما تولى الحزب السلطة. عين كارمل نائبا لرئيس المجلس الثوري، وهو بمثابة منصب نائب رئيس الدولة، في الحكومة الشيوعية. وجد فصيل برچم نفسه تحت ضغط كبير من فصيل خلق بعد فترة وجيزة من توليه السلطة. في يونيو 1978، صوت اجتماع اللجنة المركزية لـحزب الشعب لصالح منح فصيل خلق السيطرة الحصرية على سياسة الحزب. تبع هذا القرار انقلاب فصيل برچم الفاشل، وبعد ذلك بدأ حفيظ الله أمين، وهو من خلق، حملة تطهير ضد البرچميين. نجا كارمل من هذا التطهير لكنه نُفي إلى براغ وفصل من منصبه في النهاية. وبدلاً من العودة إلى كابل، خاف على حياته وعاش مع أسرته في الغابات التي يحميها الأمن القومي التشيكوسلوفاكي StB. وزُعم أن الشرطة السرية الأفغانية KHAD أرسلت أعضاء إلى تشيكوسلوفاكيا لاغتيال كارمل. في أواخر عام 1979 أحضرته الكي جي بي إلى موسكو وفي النهاية، في ديسمبر 1979، تدخل الاتحاد السوفيتي في أفغانستان (بموافقة حكومة أمين) لتحقيق الاستقرار في البلاد. نفذت القوات السوفيتية انقلابًا واغتالت أمين واستبدلت به كارمل.
رقّي كارمل إلى منصب رئيس المجلس الثوري (رئيس جمهورية أفغانستان) ورئيس مجلس الوزراء في 27 ديسمبر 1979. وظل في المنصب الأخير حتى عام 1981، عندما خلفه سلطان علي قشمند. عمل كارمل طوال فترة ولايته، على إنشاء قاعدة دعم لـحزب الشعب من خلال إدخال العديد من الإصلاحات. ومن بين هذه المبادئ «المبادئ الأساسية لجمهورية أفغانستان الديمقراطية»، التي أصدرت عفوًا عامًا عن الأشخاص المسجونين إبان حكم نور محمد تراقي وأمين. كما أنه استبدل علم فصيل خلق الأحمر بعلم أكثر تقليدية. فشلت هذه السياسات في زيادة شرعية حزب الشعب في أعين الشعب الأفغاني والمجاهدين الأفغان - كان يُنظر إليه على نطاق واسع على أنه دمية سوفياتية بين الجماهير. أدت هذه الإخفاقات السياسية، والمأزق الذي أعقب التدخل السوفيتي، إلى أن تصبح القيادة السوفيتية شديدة الانتقاد لقيادة كارمل. تحت قيادة ميخائيل جورباتشوف، عزل الاتحاد السوفيتي كارمل عام 1986 واستبدله بمحمد نجيب الله رئيسًا لأفغانستان. بعد أن فقد كارمل السلطة، نفي إلى موسكو. وعاد كارمل إلى أفغانستان بعد أن أقنعت أناهيتا راتبزاد الرئيس نجيب الله بالسماح لببرك كرمل بالعودة إلى أفغانستان في عام 1991، حيث أصبح كارمل مساعدًا لعبد الرشيد دوستم وربما ساعد في إزاحة حكومة نجيب الله من السلطة في عام 1992. وفي النهاية غادر أفغانستان مرة أخرى إلى موسكو. بعد فترة وجيزة، في عام 1996، توفي كارمل بسرطان الكبد.

## النشأة والمسيرة السياسية
ولد كارمل ومُنح اسم سلطان حسين في 6 يناير من عام 1929 في كاماري، وهي قرية قريبة من كابل. كان كارمل ابن محمد حسين هاشم، وهو لواء في الجيش الأفغاني وحاكم أسبق لمقاطعة باكتيا، وكان ثاني خمسة أشقاء. كانت أسرته واحدة من الأسر الثرية في كابل. كانت خلفيته الإثنية محل جدالات علنية في تلك الفترة، إذ ذكرت مصادر عديدة أنه من طاجيك كابل. في عام 1986، أعلن كارمل أنه هو وشقيقه محمود باريالاي كانا بشتونيين نظرًا إلى أن والدتهما كانت بشتونية مفرسنة من الناحية اللغوية من قبيلة خيلجي. اعتُبر هذا الإعلان سياسيًا نظرًا إلى أن النسب يعود إلى الخط الأبوي في المجتمع الأفغاني. جاء أسلاف كارمل إلى كابل من كشمير، ويؤكد اسمه الأصلي سلطان حسين (الذي يرتبط بالمسلمين الهنود) جذوره الكشميرية. 
التحق كارمل بثانوية نيجات، وهي مدرسة تتبنى اللغة الألمانية، وتخرج فيها في عام 1948، وتقدم بطلب لدخول كلية الحقوق والعلوم السياسية في جامعة كابل. في البداية رفض طلب كارمل ولم تقبله جامعة كابل بسبب نشاطه السياسي الطلابي وآرائه اليسارية العلنية. كان كارمل على الدوام متحدثًا كاريزميًا واشترك في اتحاد الطلبة وويخ زالمايان (حركة صحوة الشباب)، التي كانت منظمة يسارية وتقدمية. درس كارمل في كلية الحقوق والعلوم السياسية في جامعة كابل منذ عام 1951 حتى عام 1953. في عام 1953 اعتقل كارمل بسبب نشاطه في اتحاد الطلبة، غير أنه أطلق سراحه بعد مرور 3 سنوات في عام 1956 إثر عفو عام أصدره محمد داود خان. بعد ذلك بفترة قصيرة، في عام 1957، وجد كارمل عملًا كمترجم إنجليزي ألماني قبل التخلي عن المهنة والالتحاق بالتدريب العسكري. تخرج كارمل من كلية الحقوق والعلوم السياسية في عام 1960، وفي عام 1961، وجد عملًا كموظف في قسم التأليف والترجمة في وزارة التعليم. منذ عام 1961 حتى عام 1963 عمل في وزارة التخطيط. مع وفاة والدته، غادر كارمل مع خالته للعيش في مكان آخر. تبرأ والده منه بسبب آرائه اليسارية. وتورط كارمل في الكثير من الأعمال الفاسقة، التي كانت أمرًا يثير الجدل في المجتمع الأفغاني المحافظ بغالبيته.

### السياسات الشيوعية
خلال فترة سجنه بين عامي 1953 و1956، أقام كارمل صداقة مع زميله في السجن مير أكبر خيبر، الذي تعرف كارمل على الماركسية من خلاله. غير كارمل اسمه من سلطان حسين إلى ببرك كارمل، والذي يعني في اللغة البشتونية «رفيق العمال»، ليبعد نفسه عن خلفيته البرجوازية. حين أطلق سراحه من السجن، واصل نشاطاته في اتحاد الطلبة وبدأ بالترويج للفكر الماركسي. أمضى كارمل بقية خمسينيات القرن العشرين وأوائل الستينيات منخرطًا في منظمات ماركسية، التي كان ثمة 4 منها على الأقل في أفغانستان في تلك الفترة، وأسس كارمل اثنتين منها. حين طُرح الدستور الأفغاني المؤقت الذي شرّع تأسيس تكتلات سياسية جديدة، اتفق العديد من الماركسيين البارزين على تأسيس حزب سياسي شيوعي. تأسس الحزب الديمقراطي الشعبي الأفغاني (الحزب الشيوعي) في شهر يناير من عام 1965 في منزل نور محمد تاراكي. أصبحت التكتلات ضمن الحزب الديمقراطي الشعبي الأفغاني مشكلة، وانشق الحزب إلى فصيلي خلق الذي قاده تاراكي إلى جانب حفيظ الله أمين، وبارتشام الذي قاده كارمل.
خلال الانتخابات البرلمانية لعام 1965 كان كارمل واحدًا من بين 4 أعضاء من الحزب الديمقراطي الشعبي الأفغاني انتُخبوا للمجلس الأدنى للبرلمان، الثلاثة الآخرون هم أناهيتا راتب زاد ونور احمد نور وفيزانول حق فيزان. لم يُنتخب أي من أعضاء تكتل خلق، على الرغم من أن أمين كان على بعد 50 صوتًا من أن يُنتخب. بالإمكان تفسير فوز تكتل بارتشام من خلال الحقيقة البسيطة بأن كارمل كان يساهم من الناحية المالية في الحملة الانتخابية للحزب الديمقراطي الشعبي الأفغاني. أصبح كارمل شخصية بارزة ضمن الحركة الطلابية في الستينيات من القرن العشرين، وانتخب محمد هشيم مايواندوال كرئيس للوزراء بعد تظاهرة طلابية (دعى إليها كارمل) انتهت بوفاة 3 أشخاص في ظل القيادة السابقة. في عام 1966، تعرض كارمل لاعتداء جسدي داخل البرلمان من قبل عضو إسلامي في البرلمان، وهو محمد نبي محمدي.
في عام 1967، انشق الحزب الديمقراطي الشعبي الأفغاني بصورة غير رسمية إلى حزبين رسميين، أحدهما خلقي والثاني بارتشامي. بدأ تفكك الحزب الديمقراطي الشعبي الأفغاني بإغلاق جريدة تكتل خلق، خلق. انتقد كارمل الصحيفة بسبب ميولها الشيوعية المتطرفة، ورأى أنه كان يتوجب على قيادتها أن تخفي توجهها الماركسي بدلًا من الترويج له. بحسب الرواية الأصلية للأحداث، رفضت غالبية اللجنة المركزية للحزب الديمقراطي الشعبي الأفغاني انتقادات كارمل. كان التصويت متقاربًا، وسرت أقاويل عن أن تاراكي وسع اللجنة المركزية للفوز بالتصويت، أفضت هذه الخطة إلى أن 8 من الأعضاء الجدد أصبحوا دون اصطفاف سياسي وانتقل عضو واحد إلى جانب تكتل بارتشام. خرج كارمل ونصف اللجنة المركزية للحزب الديمقراطي الشعبي الأفغاني من الحزب لتأسيس الحزب الديمقراطي الشعبي الأفغاني الذي يقوده تكتل بارتشام. تسببت الاختلافات الأيديولوجية بالانشقاق بصورة رسمية، إلا أنه من المحتمل أن الحزب انقسم بين أساليب مختلفة للقيادة وخطط تاراكي ضد كارمل. أراد تاراكي هيكلة الحزب وفق النمط اللينيني في حين أراد كارمل تأسيس جبهة ديمقراطية. كانت الاختلافات الأخرى اختلافات اجتماعية اقتصادية. كان معظم أعضاء تكتل خلق يأتون من مناطق ريفية، ولذلك كانوا أكثر فقرًا ومن أصل بشتوني. كان أعضاء تكتل بارتشام من أصل مديني وأكثر ثراءًا وكانوا عمومًا يتحدثون اللغة الدرية. اتهم أعضاء خلق تكتل بارتشام بامتلاك صلات مع الملكية، ونظرًا إلى هذه الاتهامات، كانوا يشيرون إلى الحزب الديمقراطي الشعبي الأفغاني بقيادة تكتل بارتشام ب «الحزب الشيوعي الملكي». احتفظ كل من كارمل وأمين بمقعدهما في المجلس الأدنى من البرلمان في الانتخابات البرلمانية لعام 1969.

### عهد داود
أطاح محمد داود خان، بالتعاون مع أعضاء الحزب الديمقراطي الشعبي الأفغاني بقيادة بارتشام وضباط راديكاليين في الجيش، بالملكية وأسسوا جمهورية أفغانستان في عام 1973. بعد استيلاء داود على السلطة، ذكرت إحدى وثائق السفارة الأمريكية أن الحكومة الجديدة قد أقامت لجنة مركزية على الطراز السوفييتي، مُنح فيها كارمل ومير أكبر خيبر مناصب قيادية. منحت معظم الحقائب الوزارية للبارتشاميين، إذ أصبح حسان شرق نائب رئيس الوزراء وأصبح اللواء فايز محمد وزير الشؤون الداخلية وأصبح نعمة الله بازواك وزير التعليم. سيطر البارتشاميون على وزارات المال والزراعة والاتصالات والشؤون الحدودية. قمعت الحكومة الجديدة المعارضة بسرعة وأمنت قاعدة السلطة. في البداية، أبدت حكومة الجبهة الوطنية بين داود والبارتشاميين فعالية. بحلول العام 1975، قوى داود منصبه من خلال تعزيز صلاحيات الرئاسة التنفيذية والتشريعية والقضائية. وما تسبب بدهشة البارتشاميين كان حظر جميع الأحزاب الأخرى باستثناء الحزب الثوري الوطني (الذي أسسه داود).
بعد فترة قصيرة من حظر معارضة الحزب الثوري الوطني، بدأ داود تطهيرات كبرى في صفوف البارتشاميين في الحكومة. خسر محمد منصبه كوزير للداخلية، وأنزلت رتبة عبد القدير ووضع كارمل تحت مراقبة الحكومة. وللتخفيف من توجهات دواد المفاجئة والمناهضة للشيوعية، أعاد الاتحاد السوفييتي تأسيس الحزب الديمقراطي الشعبي الأفغاني، انتُخب تاراكي أمينًا عامًا وانتخب كارمل أمينًا ثانيًا. في حين خطط لثورة ثور (حرفيًا ثورة أبريل) في أغسطس، أفضى اغتيال خيبر إلى سلسلة أحداث انتهت باستيلاء الشيوعيين على السلطة. اتهم كارمل، عند استيلائه على السلطة في عام 1979، أمين بإصدار الأوامر باغتيال خيبر.

### حكم أمين تاراكي
عين تاراكي رئيسًا لمجلس رئاسة المجلس الثوري ورئيسًا لمجلس الوزراء، واحتفظ بمنصبه كأمين عام للحرب الديمقراطي الشعبي الأفغاني. في البداية شكل تاراكي حكومة ضمت خلقيين وبارتشاميين، وأصبح كارمل نائب رئيس المجلس الثوري، في حين أصبح أمين وزير الشؤون الخارجية ونائب رئيس مجلس الوزراء. أصبح محمد أسلام وطن جار نائب رئيس مجلس الوزراء. أصبح كل من عضوي تكتل بارتشام عبد القدير ومحمد رافي وزير الدفاع ووزير الأشغال العامة على التوالي. أفضى تعيين أمين وكارمل ووطن جار إلى انشقاقات ضمن مجلس الوزراء: كان الخلقيون تابعين لأمين، فقاد كارمل البارتشاميين المدنيين وكان ضباط الجيش (الذين كانوا بارتشاميين) تابعين لوطن جار (الذي كان خلقيًا). اندلعت أولى الصراعات حين أراد الخلقيون منح عضوية اللجنة المركزية للحزب الديمقراطي الشعبي الأفغاني لضباط الجيش الذين كانوا قد شاركوا في ثورة ثور، عارض كارمل حركة كهذه، إلا أن اعتراضه ووجه بالرفض. وصوت اجتماع المكتب السياسي للحزب الديمقراطي الشعبي الأفغاني لمصلحة منح عضوية اللجنة المركزية للضباط.

## روابط خارجية
- ببرك كارمل على موقع IMDb (الإنجليزية)
- ببرك كارمل على موقع الموسوعة البريطانية (الإنجليزية)
- ببرك كارمل على موقع مونزينجر (الألمانية)
- ببرك كارمل على موقع إن إن دي بي (الإنجليزية)
- ببرك كارمل على موقع كينوبويسك (الروسية)